# 조중현 (1895년)
조중현(趙重顯, 1895년 3월 1일 장단 ~ 1951년)은 대한민국의 국회의원이다. 대한민국의 초대 국회의원을 역임하였다. 국회 내의 반민특위 조사위원으로 활동하였다.
1950년, 한국전쟁 중 조선민주주의인민공화국으로 납북되었다. 1962년 내외문제연구소가 《동아일보》를 통해 공개한 바에 따르면, 1951년 여름에 발진티푸스에 걸려 병원에 실려간 뒤로 다시 모습을 보이지 않았다고 한다..

## 약력
- 보성전문학교 졸업
- 광산업 경영

## 역대 선거 결과
|  | 16.68% |

|  | 0% |

## 참고자료
- 《대한민국 의정총람》, 국회의원총람발간위원회, 1994년
- 조중현 - 대한민국헌정회